# 细柄芋
细柄芋（学名：Hapaline ellipticifolium）是天南星科细柄芋属的植物，是中国的特有植物。分布在中国大陆的云南省等地，生长于海拔250米的地区，常生长在河谷密林中，目前尚未由人工引种栽培。